# أبدون بورتي
أبدون بورتي (1893 - 5 مارس 1918) كان لاعب كرة قدم أوروغوياني، لُقّب بالـ El Indio (نسبة لجذوره من الهنود الأصليين)، لعب مع ناديه ناسيونال كلاعب خط وسط دفاعي، وفاز بالعديد من الألقاب، كما حصل على كأس كوبا أمريكا مع منتخب بلاده الأوروغواي. لكن بتاريخ 5 مارس 1918، تفاجأ الشعب الأوروغوياني بانتحاره وسط الملعب بعد أن أطلاق النار على نفسه في ملعب غران بارك سنترال، وهو حادثاً لا يزال يتذكره المُجتمع الرياضي في الأوروغواي إلى الآن.

## السيرة الشخصية

### مهنة النادي
وصل بورتي إلى مونتيفيديو عام 1908، حيث لعب لنادي كوليون، ثم انتقل إلى نادي ليبرتاد المُنحل. تم نقله لاحقًا إلى ناسيونال، وظهر لأول مرة في 12 مارس 1911، في مواجهة نادي أف سي بورتي دبلن ولعب كظهير أيمن.
أثناء اللعب مع ناسيونال، اكتسب بورتي شهرة باعتباره قائد الفريق، وتم تعريفه على أنه لاعب وسط شرس وجيد في إيقاف اللاعبين المنافسين وضرب الكرة بالرأس. لعب ما مجموعه 207 مباراة لناسيونال، وفاز بـ 19 لقباً مع النادي.
تم الاستشهاد ببورتي من قبل الكاتب شوزيه دي إنريكيز في كتابه Hacia el Campo van los Albos :
«سيلعب بورتي آخر مباراة له ضد تشارلي إف سي (وفاز ناسيونال 3-1) قبل أن ينتحر بيوماً واحد».

### المهنة الدولية
كان بورتي عضوًا في منتخب الأوروغواي الذي فاز ببطولة أمريكا الجنوبية عام 1917 لكنه لم يلعب أي مباراة في البطولة.

### الموت
قبل بدء موسم 1918، قررت لجنة ناسيونال استبدال بورتي بالمدافع ألفريدو زيبيتشي كلاعب أساسي، وإرسال بورتي إلى مقاعد البدلاء بسبب أدائه السيئ خلال المباريات الأخيرة التي خاضها مع النادي. في 4 مارس، لعب ناسيونال ضد تشارلي إف سي، وفاز بنتيجة 3-1 مع بورتي، ولعب المباراة بأكملها بمستوى جيد. في تلك الليلة، التقى المسؤولون التنفيذيون واللاعبون في مقر النادي للاحتفال كالمعتاد. غادر بورتي النادي في الساعة 1:00 صباحا واستقل الترام إلى ملعب غران بارك سنترال، معقل نادي ناسيونال.
بمجرد وصول بورتي إلى بارك سنترال، ذهب إلى وسط الميدان وأطلق النار على نفسه. عُثر على جثته ورسالة الانتحار في صباح اليوم التالي. حيث عثر كلباً على جثته، وسحبها إلى سيده سيفيرينو كاستيلو، كان جسد بورتي يحتوي على رسالتين، واحدة لرئيس ناسيونال والأخرى إلى أحد الأقارب.
صُدم الشعب الأوروغوياني بهذه الخبر، ودُفن بورتي في مقبرة باسو مولينو، كما عرض نادي مونتيفيديو واندرارز على ناسيونال أن يلعب مباراة ودية لصالح عائلة بورتي بينما أعربت بقية أندية الأوروجواي عن تضامنها مع ناسيونال.

### الإرث الرياضي
استلهم الكاتب هوراسيو كيروغا فكرة وفاة بورتي في كتابة قصته القصيرة «خوان بولتي»، التي نُشرت عام 1918 في مجلة أتلانتيدا في بوينس آيرس. وهناك كاتب آخر من الأوروغواي، إدواردو جاليانو، ذكر بورتي في فصل قصير من كتابه «كرة القدم في الشمس والظل El Fútbol a Sol y Sombra» بعنوان "Muerte en la cancha" (الموت على أرض الملعب).
أطلق النادي اسم «أبدون بورتي» على الجناح الغربي لجران باركي سنترال. وفي مارس 2008، طَبَع مكتب بريد الأوروغواي طابعًا تكريمًا لبورتي. وفي أغسطس 2013، صنع أنصار ناسيونال فسيفساء بوجه أبدون بورتي.

## مرتبة الشرف

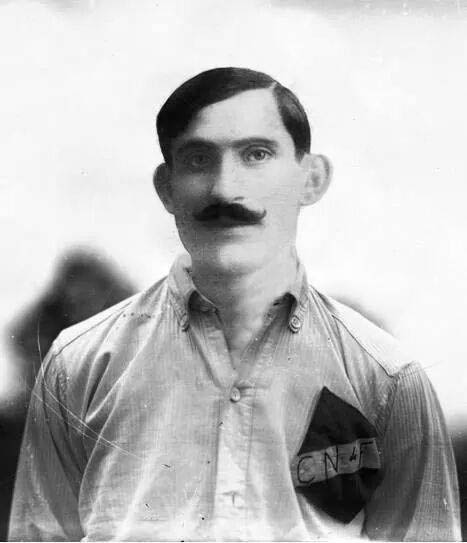
بورتي في زي ناديه ناسيونال

### النوادي
(فاز بجميع الألقاب مع ناسيونال)
- الدوري الأوروغواياني الممتاز (4): 1912، 1915، 1916، 1917
- كوبا الأوروغواي (4): 1912، 1913، 1914، 1915
- كأس دي أونور de Honor (5): 1913، 1914، 1915، 1916، 1917
- كأس شوفالييه بوتيل (2): 1913، 1915
- كوبا دي أونور كوزينير 1915، 1916، 1917
- كوبا ألداو (1): 1916

### المنتخب الوطني
- كوبا أمريكا (1): 1917